# Annapurna Devi
Annapurna Devi, rodným jménem Roshanara Khan, (23. dubna 1927 – 13. října 2018) byla indická hráčka na surbahar (basový sitár), hrající hindustánskou klasickou hudbu. Pocházela z hudební rodiny, její otec Allauddin Khan, stejně jako bratr Ali Akbar Khan, hráli na sarod. V roce 1941, ve svých čtrnácti letech, se provdala za sitáristu Raviho Šankara, s nímž měla syna Shubhendru, který se rovněž věnoval hudbě. Rozvedli se v roce 1962. V roce 1977 získala jedno z nejvyšších indických civilních ocenění, Padma Bhushan. Zemřela roku 2018 v Bombaji ve věku 91 let.